# Roda JC in het seizoen 1962/63
Dit artikel geeft een overzicht van Roda JC in het seizoen 1962/63.
In het eerste jaar van zijn bestaan kwam de club uit in de Eerste divisie, waar het de plaats overnam van fusiepartner Rapid JC die op een degradatieplaats in de Eredivisie 1961/62 was geëindigd. Fusiepartner Roda Sport eindigde het vorige seizoen op de tweede plaats in de Tweede divisie. Het seizoen werd afgesloten op de zestiende en laatste plaats met degradatie als gevolg. In de KNVB beker, waar het in de tweede ronde instroomde, werd de club in de derde ronde uitgeschakeld.

## Statistieken

### Eindstand
| pos | club      | gs | w  | g | v  | pnt | dv | dt | ds  |
| --- | --------- | -- | -- | - | -- | --- | -- | -- | --- |
| 12. | Sittardia | 30 | 11 | 3 | 16 | 25  | 41 | 40 | +1  |
| 13. | Veendam   | 30 | 7  | 9 | 14 | 23  | 50 | 60 | −10 |
| 14. | VVV       | 30 | 7  | 9 | 14 | 23  | 40 | 63 | −23 |
| 15. | Limburgia | 30 | 7  | 5 | 18 | 19  | 40 | 69 | −29 |
| 16. | Roda JC   | 30 | 4  | 8 | 18 | 16  | 33 | 69 | −36 |

### Legenda
| Kleur | Kwalificatie voor                 |
| ----- | --------------------------------- |
|       | Degradatie naar de Tweede divisie |

### Positieverloop
| Speelronde | 1 | 2  | 3  | 4 | 5  | 6  | 7  | 8  | 9  | 10 | 11 | 12 | 13 | 14 | 15 | 16 | 17 | 18 | 19 | 20 | 21 | 22 | 23 | 24 | 25 | 26 | 27 | 28 | 29 | 30 | Eindstand |
| ---------- | - | -- | -- | - | -- | -- | -- | -- | -- | -- | -- | -- | -- | -- | -- | -- | -- | -- | -- | -- | -- | -- | -- | -- | -- | -- | -- | -- | -- | -- | --------- |
| Stand      | 8 | 12 | 10 | 9 | 12 | 13 | 15 | 15 | 15 | 11 | 13 | 13 | 13 | 14 | 14 | 14 | 15 | 15 | 15 | 15 | 16 | 16 | 16 | 16 | 16 | 16 | 16 | 16 | 16 | 16 | 16        |

## Eerste divisie
| №  | Datum             | Thuis               | Uit                 | Uitslag |
| -- | ----------------- | ------------------- | ------------------- | ------- |
| 1  | 26 augustus 1962  | Velox               | Roda JC             | 2 – 2   |
| 2  | 2 september 1962  | Roda JC             | Elinkwijk           | 1 – 2   |
| 3  | 9 september 1962  | Limburgia           | Roda JC             | 1 – 2   |
| 4  | 16 september 1962 | Roda JC             | Eindhoven           | 1 – 1   |
| 5  | 23 september 1962 | Sittardia           | Roda JC             | 1 – 0   |
| 6  | 30 september 1962 | Roda JC             | Excelsior           | 2 – 2   |
| 7  | 7 oktober 1962    | Go Ahead            | Roda JC             | 11 – 1  |
| 8  | 21 oktober 1962   | Roda JC             | VVV                 | 1 – 1   |
| 9  | 28 oktober 1962   | DHC                 | Roda JC             | 2 – 2   |
| 10 | 4 november 1962   | Roda JC             | SHS                 | 2 – 1   |
| 11 | 18 november 1962  | RBC                 | Roda JC             | 2 – 0   |
| 12 | 25 november 1962  | Roda JC             | Veendam             | 0 – 0   |
| 13 | 2 december 1962   | Roda JC             | Fortuna Vlaardingen | 3 – 3   |
| 14 | 23 december 1962  | Roda JC             | DWS                 | 1 – 2   |
| 15 | 26 december 1962  | Enschedese Boys     | Roda JC             | 4 – 2   |
| 16 | 17 maart 1963     | Roda JC             | Velox               | 0 – 2   |
| 17 | 24 maart 1963     | Elinkwijk           | Roda JC             | 2 – 0   |
| 18 | 7 april 1963      | Roda JC             | Limburgia           | 2 – 3   |
| 19 | 15 april 1963     | Eindhoven           | Roda JC             | 2 – 1   |
| 20 | 21 april 1963     | Roda JC             | Sittardia           | 1 – 1   |
| 21 | 28 april 1963     | Excelsior           | Roda JC             | 4 – 0   |
| 22 | 5 mei 1963        | Roda JC             | Go Ahead            | 1 – 2   |
| 23 | 12 mei 1963       | VVV                 | Roda JC             | 0 – 3   |
| 24 | 19 mei 1963       | Roda JC             | DHC                 | 1 – 2   |
| 25 | 23 mei 1963       | SHS                 | Roda JC             | 4 – 0   |
| 26 | 26 mei 1963       | Roda JC             | RBC                 | 2 – 0   |
| 27 | 1 juni 1963       | Veendam             | Roda JC             | 2 – 1   |
| 28 | 3 juni 1963       | Fortuna Vlaardingen | Roda JC             | 3 – 0   |
| 29 | 9 juni 1963       | Roda JC             | Enschedese Boys     | 1 – 3   |
| 30 | 16 juni 1963      | DWS                 | Roda JC             | 4 – 0   |

## KNVB beker
| Ronde | Datum            | Thuis    | Uit     | Uitslag    |
| ----- | ---------------- | -------- | ------- | ---------- |
| 2     | 16 december 1962 | 't Gooi  | Roda JC | 0 – 1 n.v. |
| 3     | 30 april 1963    | Volendam | Roda JC | 2 – 1      |

## Voetnoten
DHC ·
DWS ·
Elinkwijk ·
Enschedese Boys ·
Eindhoven ·
Excelsior ·
Fortuna ·
Go Ahead ·
Limburgia ·
RBC ·
Roda JC ·
SHS ·
Sittardia ·
Veendam ·
Velox ·
VVV